# Лукаш Пишчек
Лу̀каш Пѝшчек (на полски: Łukasz Piszczek) е бивш полски футболист, който играеше като десен бек. Роден е на 3 юни 1985 година в град Чеховице-Джеджице, Полша.

## Юношески години
През юношеската си кариера той започва в Гочалковице-Здруй, a през 2001 година е юноша на Гварек Забже, където през цели 3 години носи юношеският екип на поляците. През 2004 година става мъж и приключва юношеската си кариера, в посока Херта Берлин.

## Мъжка кариера
Лукаш носи екипа на Херта Берлин цели 6 години — от 2004 до 2010. Той бе даден под наем в Заглембе Любин, a през 2010 година се връща в Херта.

## Борусия Дортмунд
През 2010 година се получават слухове, че Борусия Дортмунд иска 28-годишният талант, и Херта приема офертата. Пишчек подписва договор с „жълто-черните“ съотборници до юни 2013 година. 2011 година идва мач с Майнц 05, в който полякът вкарва гол за „жълто-черните“.

## Полша (национален отбор)
Пишчек е вкарал на два пъти за полският национален отбор в Световното първенство в Бразилия за 2014/15 година. Единият път е срещу Украйна с 1 гол, завършил с 1:3 за „жълто-сините“. Във втората среща той се разписва срещу Сан Марино с два гола, когато „бяло-сините“ губят от „бяло-червените“ с 5:0.

## Трофей и успехи

### Заглембе Любин
- Шампион на Полша: 2006/07

### Борусия Дортмунд
- Бундеслига: 2010/11, 2011/12
- Купа на Германия: 2011/12
- Вицешампион в Шампионската лига: 2012/13